# Chorągiew tatarska Bohdana Łosia

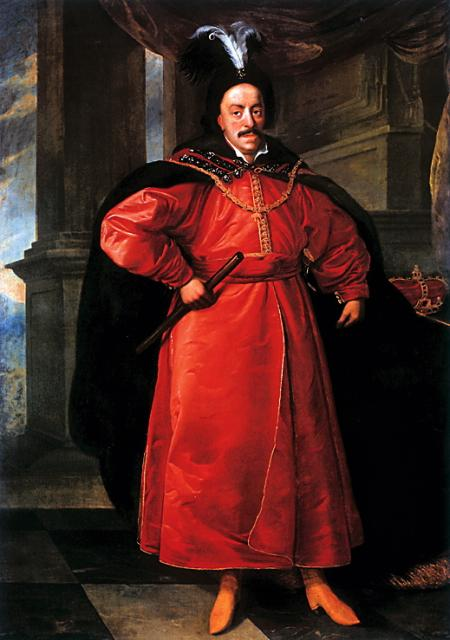
Po śmierci Jaremy Wiśniowieckiego to Jan II Kazimierz Waza prowadził armię koronną przeciwko powstańcom kozackim.

Chorągiew tatarska Bohdana Łosia – chorągiew tatarska jazdy koronnej połowy XVII wieku.
Rotmistrzem chorągwi był Bohdan Łoś.
Jej żołnierze brali udział w działaniach zbrojnych powstania Chmielnickiego 1648-1655.
Wchodziła w skład wojsk koronnych prowadzonych jesienią 1654 przez hetmanów Stanisława Potockiego i Stanisława Lanckorońskiego w działaniach zbrojnych wojny polsko-rosyjskiej.. Wzięli udział w bitwie pod Ochmatowem.